# Distúrbios no Zaire em 1991
Em setembro e outubro de 1991, o Zaire (atual República Democrática do Congo) sofreu distúrbios violentos substanciais, quando várias unidades das Forças Armadas Zairenses se amotinaram e se revoltaram, logo acompanhadas por manifestantes e saqueadores civis. Embora os soldados revoltosos exigissem salários mais confiáveis e mais altos, ainda não está claro se eles tinham motivos políticos, muitos civis exigiram o fim da ditadura repressiva e corrupta do presidente Mobutu Sese Seko. Os distúrbios começaram na capital do Zaire, Quinxassa, e rapidamente se espalharam para outras cidades. Os saques em grande escala causaram enormes danos materiais e econômicos, porém os distúrbios não resultaram em mudanças políticas claras. O Zaire permaneceu preso a uma crise política até 1996-1997, quando Mobutu foi deposto durante a Primeira Guerra do Congo.

## Antecedentes

### Declínio do Zaire

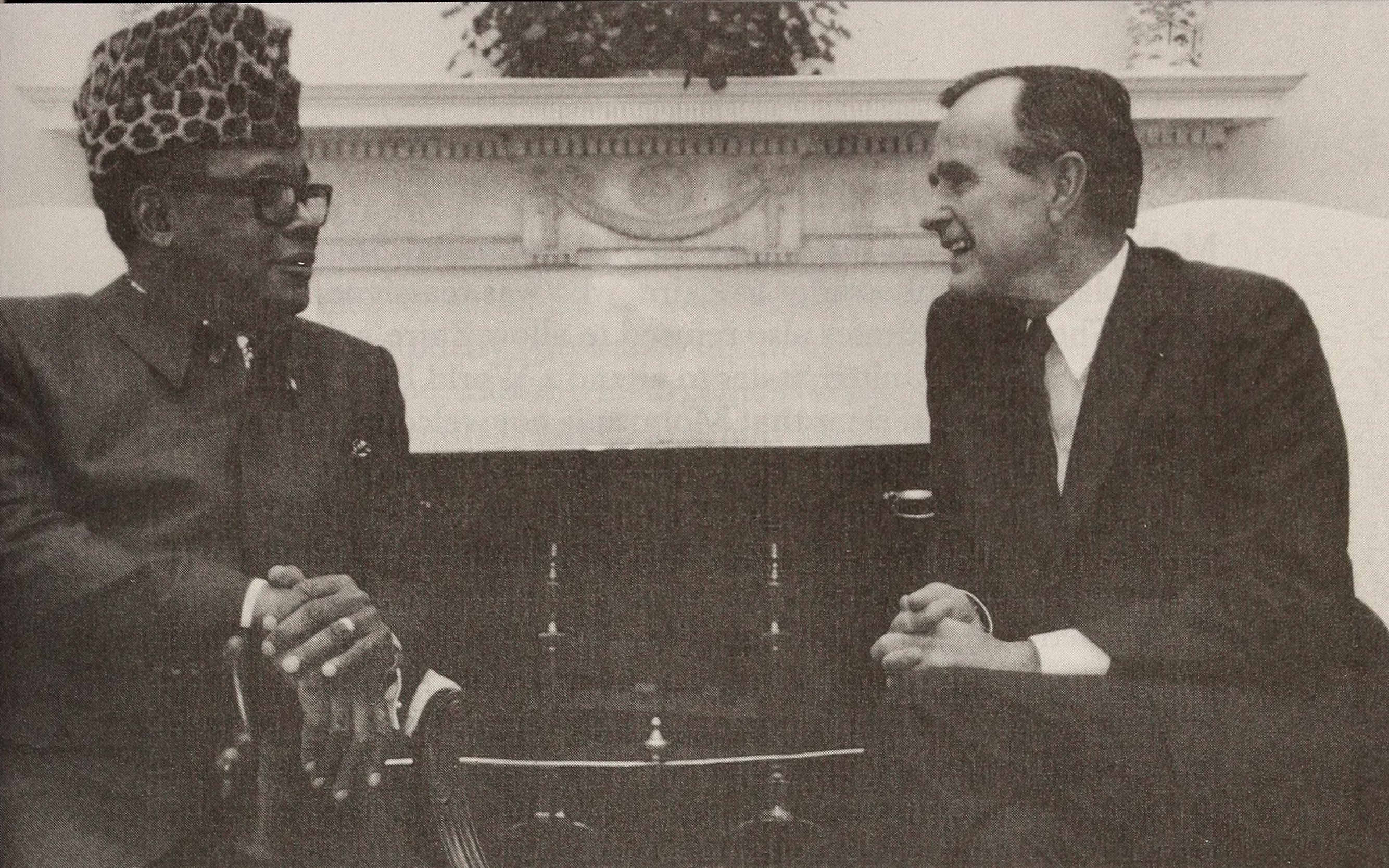
Mobutu Sese Seko, fotografado com o presidente estadunidense George H. W. Bush em uma visita aos Estados Unidos em 1989.

Como resultado da crise do Congo de 1960-1965, o comandante do exército Mobutu Sese Seko tomou o poder no recém-independente Congo, renomeando o país para "Zaire" em 1972 e administrando-o como sua "propriedade privada mal gerida" por 32 anos. O Exército Nacional Congolês (Armée Nationale Congolaise) e seu sucessor, as Forças Armadas do Zaire (Forces Armées Zaïroises, FAZ) foram um dos seus principais pilares de sustentação. Mobutu estabeleceu uma ditadura militar totalitária e inicialmente presidiu um período de crescimento econômico. Seu governo retratou suas políticas como populistas e gastou muito dinheiro em subsídios econômicos e alimentares, ganhando uma substancial benevolência pela população. No entanto, seu governo provou ser "um dos exemplos mais catastróficos de ditadura" na história africana. Ele desviou bilhões de dólares americanos, gastou grandes somas em projetos idiossincráticos e por seu estilo de vida luxuoso, enquanto desenvolvia um sistema nacional de apadrinhamento  que encorajava a corrupção extrema e o suborno. As forças de segurança zairenses reprimiram violentamente qualquer oposição. A partir de 1974, a economia zairense começou a lutar visivelmente devido a mudanças na economia mundial, desgoverno e corrupção; no entanto, Mobutu conseguiu manter seu governo sobrevivendo graças aos extensos empréstimos de seus apoiadores internacionais, como os Estados Unidos. O mundo ocidental o considerava um aliado anticomunista confiável e estratégico na Guerra Fria.
Na década de 1980, o Zaire sofria de crescentes discórdias internas e declínio econômico. Muitos zairenses ficaram ressentidos com a ditadura repressiva e corrupta de Mobutu, enquanto as Forças Armadas Zairenses sofriam de má gestão crônica e falhas no pagamento adequado das tropas. No início da década de 1980, o presidente tentou melhorar o treinamento, o equipamento e a logística das forças armadas. Essas iniciativas foram prejudicadas pelo tribalismo, corrupção e o próprio desejo de Mobutu de impedir que rivais em potencial conquistassem o poder. O pagamento permaneceu tão pouco confiável e pobre que a maioria dos soldados teve que confiar em "bandidagem licenciada" para ganhar a vida e Mobutu consequentemente chamou seu próprio exército de "O Sétimo Flagelo". Quando suas tentativas iniciais de reformas militares falharam, o presidente simplesmente parou de tentar e deixou a situação para o resto da década de 1980. Além destes acontecimentos internos, o Zaire também foi um dos muitos países subsaarianos que foram forçados a reduzir os gastos militares na década de 1980, já que os blocos da Guerra Fria liderados pelos Estados Unidos e União Soviética reduziram seu apoio financeiro aos países africanos durante esta década. Isso fez com que a insatisfação aumentasse em vários militares africanos, com muitos soldados enfrentando atrasos e redução nos salários, bem como piora nos padrões de vida. Em última análise, isso levaria a uma maior disposição para o motim nas forças armadas em toda a África Subsaariana.
No final da década de 1980, a Divisão Especial Presidencial (Division Spéciale Présidentielle; DSP) eram supostamente as "únicas tropas operacionais" das Forças Armadas Zairenses. Recrutada principalmente do grupo étnico de Mobutu, os Ngbandi, a Divisão Especial Presidencial era geralmente favorecida e provida com o melhor equipamento. Em 1989, o presidente ordenou que todo armamento pesado fosse entregue a divisão. Apesar de seu desgoverno, Mobutu permaneceu firmemente no poder na década de 1980 devido ao apoio do mundo ocidental. Assim, o Zaire só começou a desmoronar com o colapso do Bloco Oriental, pois isso removeu a justificativa de Mobutu para sua ditadura.

### Anúncio de reformas e a Conferência Nacional Soberana
Mobutu percebeu que a situação política estava mudando devido ao fim da Guerra Fria, uma impressão reforçada pela derrubada e morte de seu amigo Nicolae Ceaușescu, ditador da Romênia, em dezembro de 1989. Mobutu decidiu viajar pelo Zaire em janeiro e fevereiro de 1990. Como já havia se cercado de "bajuladores", a digressão "rudemente" o expôs ao nível considerável de descontentamento popular no país. O país sofria com hiperinflação, desemprego em massa e baixa renda em geral; muitas pessoas nas cidades só podiam comprar uma refeição por dia; em muitas partes do país, 50% da população estava desnutrida. Percebendo a necessidade de fazer algo, Mobutu anunciou o início das reformas políticas em 24 de abril de 1990. Proclamou uma "Terceira República" com imprensa livre, o fim da Authenticité, a introdução da política multipartidária e a entrega do poder a um governo democraticamente eleito dentro de um ano. O líder da oposição de longa data Étienne Tshisekedi foi libertado da prisão domiciliar. No entanto, o anúncio de reformas causou agitação política imediata de zairenses entusiasmados. A oposição organizou manifestações, assustando Mobutu, que pretendia manter o controle apesar das mudanças. Ele ordenou uma repressão violenta aos protestos, e quando a Divisão Especial Presidencial foi enviada para reprimir os tumultos na Universidade de Lubumbashi, a operação resultou na morte de dezenas de estudantes.

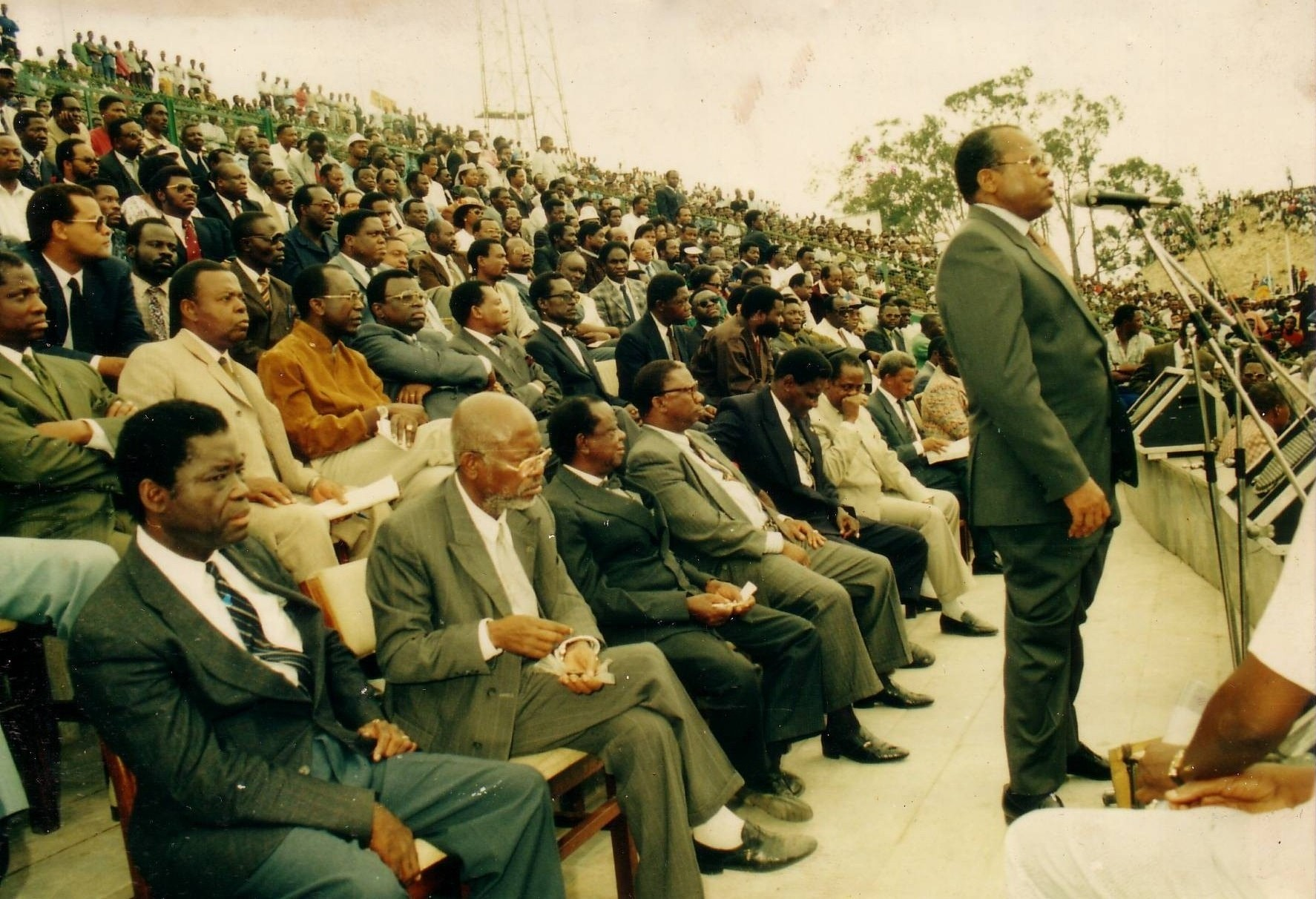
Uma recém-fundada aliança de oposição se reúne em 1991. Étienne Tshisekedi fala de um microfone à direita.

A ação causou indignação internacional e até mesmo aliados de longa data de Mobutu, como os Estados Unidos e a Bélgica, finalmente o pressionaram a implementar mudanças reais. Para apaziguar os manifestantes, o governo quase triplicou os salários dos funcionários públicos em outubro de 1990, embora não pudesse sustentar esse movimento devido à economia em dificuldades. Mobutu também legalizou o estabelecimento de novos partidos em dezembro de 1990, enquanto continuava a reprimir as manifestações em curso. Como a situação política e de segurança caótica dificultava a organização de eleições, o presidente organizou a Conferência Nacional Soberana (Conférence Nationale Souveraine, CNS) em 7 de agosto de 1991. Esta conferência deveria discutir e preparar as reformas políticas. No entanto, Mobutu continuou a sabotar a democratização. Mais importante ainda, ele convidou tantos partidos políticos para a conferência que a tornou inadministrável. No geral, a Conferência Nacional Soberana incluiu 2.800 delegados de todo o país. Pouco antes do início da conferência, um funcionário do governo distribuiu dinheiro em frente ao Palais du Peuple a todos os delegados que estavam dispostos a fundar um novo partido naquele mesmo lugar e que prometessem apoiar Mobutu. A oposição acusou o presidente de encher a conferência com seus próprios seguidores. Mobutu também nomeou Kalonji Mutambayi como presidente da Conferência Nacional Soberana; Mutambayi era idoso, meio surdo e leal ao governo. O plano de Mobutu funcionou e a Conferência Nacional Soberana se desintegrou. Como a conferência se desfez sem ter definido uma data para as eleições prometidas ou implementar quaisquer mudanças reais, no entanto, a frustração pública aumentou na capital do Zaire, Quinxassa.

## Crise

### Distúrbios de setembro e intervenções franco-belgas

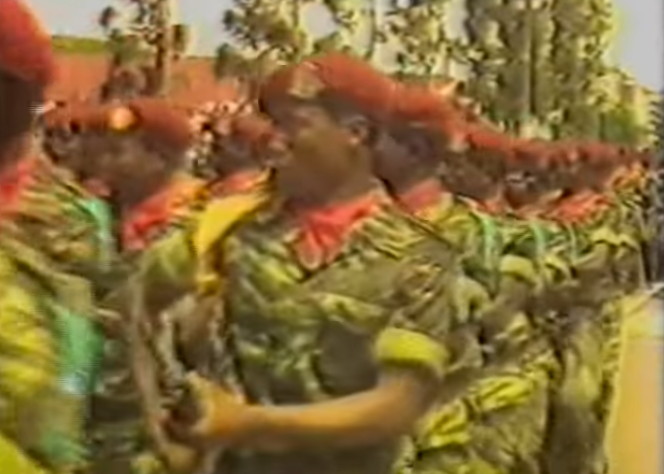
Soldados da 31.ª Brigada de Paraquedistas Zairenses em 1985

Em 22 de setembro ou 23 de setembro de 1991, cerca de 3.000 paraquedistas da 31.ª Brigada Zairense de Paraquedistas se amotinaram em sua base em Ndjili, nos arredores de Quinxassa. Eles não eram pagos há meses e inicialmente exigiram seus retroativos, bem como salários mais altos. Não ficou claro se os soldados amotinados tinham motivos políticos. Os paraquedistas marcharam de sua base e ocuparam o Aeroporto de N'djili  onde tomaram um depósito de suprimentos e desativaram a torre de controle.
Os amotinados então deslocaram-se para o centro da capital usando veículos militares, atacando estabelecimentos comerciais, postos de gasolina, lojas de departamento e casas particulares. Levaram todos os itens móveis de valor, incluindo televisores, geladeiras e fotocopiadoras. Os paraquedistas concentraram-se primeiro na rua principal, a Avenida 30 de Julho, e mais tarde expandiram os seus saques para os bairros de Mbinza e Gombe. Muitos soldados rebelados ficaram bêbados. Outros soldados das Forças Armadas Zairenses em Quinxassa, bem como civis das favelas do sul da cidade logo se juntaram à "orgia de pilhagem", visando especificamente qualquer coisa que representasse o mobutismo  como escritórios do governo, mas também casas e empresas de propriedade estrangeira. Os civis também saquearam os supermercados e começaram a desmantelar estabelecimentos inteiros, levando pias de cozinha, vasos sanitários, estruturas de edifícios, vigas de aço e outros materiais, mesmo que não pudessem usá-los ou vendê-los de forma realista. A chamada "Limete Industrial", uma área ao longo do rio Zaire dominada por fábricas, foi em grande parte destruída quando os desordeiros roubaram a maior parte do maquinário. Em uma unidade da General Motors perto do aeroporto, os soldados roubaram centenas de carros, seguidos por saqueadores civis levando as máquinas, paredes, piso, teto e cabos no chão, deixando apenas um "esqueleto de vigas de aço". A 31.ª Brigada Paraquedista também começou a entrar em confronto com a impopular Divisão Especial Presidencial, mas esta também começou a saquear a cidade em vez de reprimir o motim. O historiador David Van Reybrouck caracterizou a extensa pilhagem como reação à corrupção do governo zairense; as pessoas comuns viam-se finalmente capazes de fazer o que a elite dominante havia feito aos seus olhos por décadas: roubar tudo.

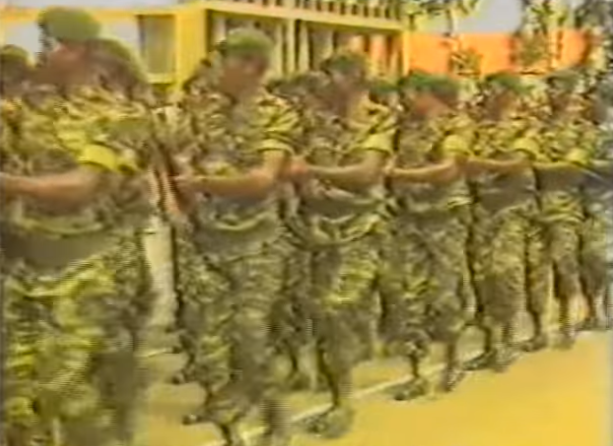
Comandos zairenses (foto de 1983) se revoltaram em Kisangani.

Os distúrbios se espalharam rapidamente para outras unidades das Forças Armadas Zairenses em outras partes do país, como a 41.ª Brigada de Comando em Kisangani. Essas tropas também começaram a fazer tumultos e saques. Mobutu fez pouco para parar o caos. Transferiu-se para o seu iate no rio Zaire, e pediu apoio aos governos francês e belga. Os dois países concordaram em enviar ajuda, oficialmente para auxiliar nos esforços de evacuação e proteger as embaixadas. Os dois países também foram motivados pelo desejo de manter alguma influência no Zaire. A oposição zairense protestou contra uma intervenção estrangeira, propondo um "governo de salvação pública" com Étienne Tshisekedi como primeiro-ministro do Zaire para trazer a situação de volta ao controle.
Mobutu também ordenou que o general Donatien Mahele Lieko Bokungu restabelecesse a ordem, usando um contingente de soldados pertencentes a Divisão Especial Presidencial e a Agência de Inteligência Militar Zairense (Service d'Action et de Renseignement Militaire, SARM). Mahele foi comandante dos paraquedistas até 1990, quando Mobutu o transferiu para o comando de uma unidade da Divisão Especial Presidencial por medo de que ele estivesse se tornando muito popular entre suas tropas. Mahele conhecia os soldados rebeldes e estes ainda o respeitavam. Assim, quando Mahele convocou os amotinados para que parassem com seus saques, muitos atenderam a seus apelos. O embaixador francês ajudou na negociação com os amotinados. Enquanto isso, os estrangeiros fugiram do país em massa ou foram evacuados. Embora os soldados rebeldes saqueassem as casas de muitos expatriados, eles geralmente se abstinham de ferir fisicamente os civis estrangeiros.
Em 23 de setembro, a França lançou a Operação Baumier. A Força Aérea Francesa enviou um primeiro destacamento de soldados que estavam estacionados na República Centro-Africana para Quinxassa, desembarcando no Aeroporto de N'djili depois de ter sido protegido pelas tropas da SARM comandadas por Mahele. Um destacamento do 2.º Regimento Estrangeiro de Infantaria que estava estacionado no Chade fez o mesmo. Os belgas lançaram a Operação Feixe Azul no dia seguinte, desembarcando tropas do Regimento de Paracomandos no Congo-Brazavile e transportando-as através do Rio Zaire até Quinxassa. Juntamente com a Divisão Especial Presidencial e a SARM, os franceses e belgas asseguraram a capital, depois do qual a Bélgica trouxe mais tropas como parte da Operação Kir, desta vez usando o Aeroporto de N'Dolo. Os Estados Unidos forneceram apoio logístico e aviões de transporte. No geral, a França e a Bélgica enviaram 1.000 e 1.100 soldados, respectivamente, para o Zaire. Apesar de negar que iriam "sustentar" o governo zairense, as unidades francesas e belgas comprovaram serem cruciais para restaurar a ordem. Mahele também se moveu contra os amotinados que se recusaram a parar de pilhar e até mesmo ordenou que suas forças leais abrissem fogo contra os paraquedistas que haviam servido anteriormente sob seu comando, matando vários. Em 24 de setembro, a Rádio Kinshasa afirmou que os amotinados haviam sido expulsos da capital.

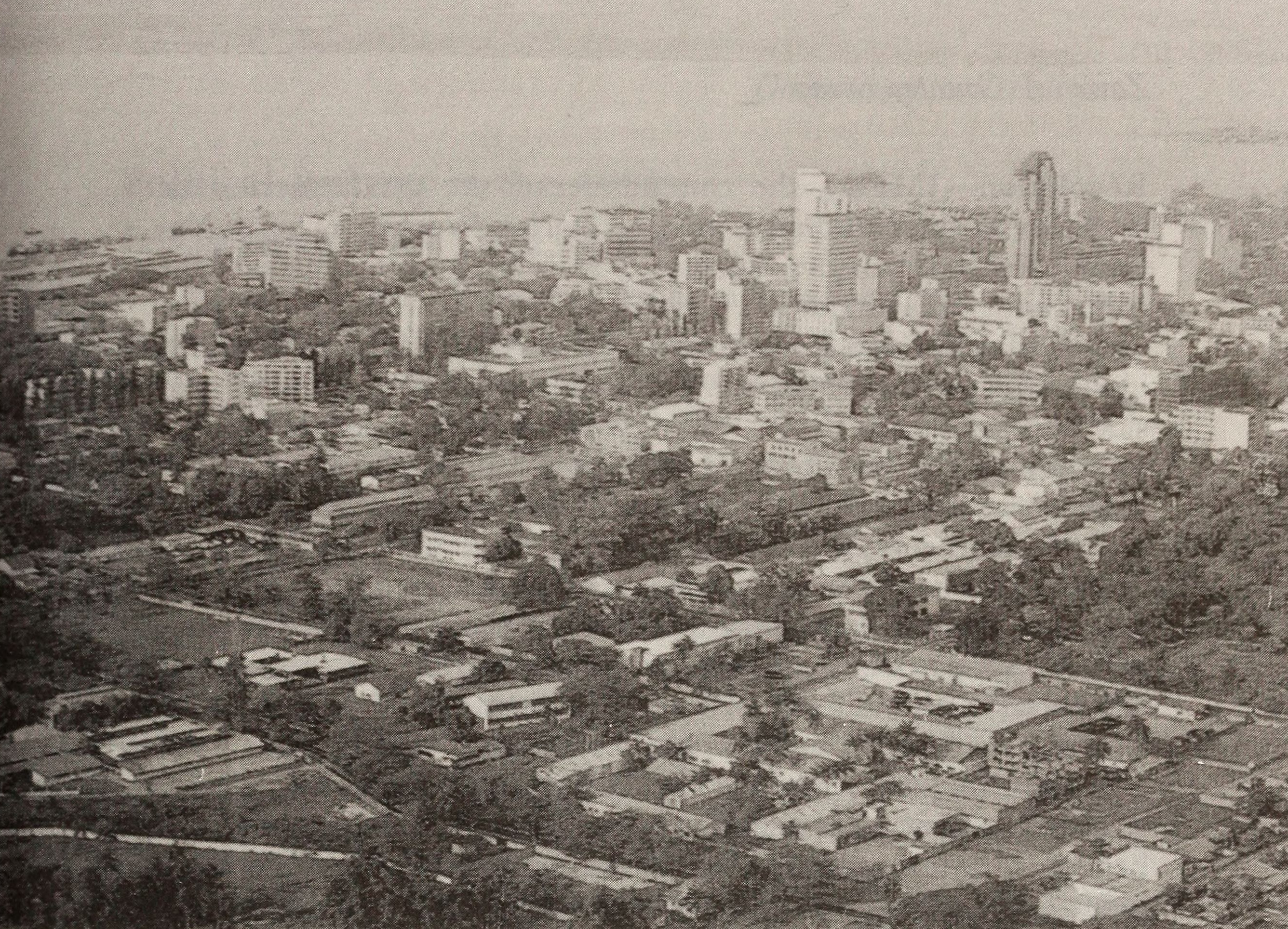
Quinxassa na década de 1980 ou início da década de 1990.

Em 25 de setembro, Médecins Sans Frontières estimou que 1.250 a 1.750 pessoas ficaram feridas apenas em Quinxassa. Nesse ponto, saques e tumultos haviam cessado principalmente em Quinxassa, com soldados lealistas tendo garantido a capital. No entanto, os tumultos continuaram em Likasi, Camina, Coluezi e Kinsangani. No mesmo dia, Portugal enviou 25 soldados para ajudar nos esforços de evacuação de estrangeiros. Em 26 de setembro, os lealistas das Forças Armadas Zairenses abriram fogo contra manifestantes civis em Quinxassa que exigiam o fim do regime de Mobutu. No dia seguinte, os soldados franceses deslocaram-se para Kolwezi e Kinsangani, protegendo-as depois de encontrar alguma resistência leve. Os belgas usaram seus paraquedistas para proteger Lubumbashi. Tendo assumido o controle de todos os principais aeroportos importantes do Zaire, as forças francesas e belgas ajudaram na evacuação de estrangeiros usando aviões das Forças Aéreas Francesas, Belgas e Portuguesas. As tropas francesas e belgas evacuaram com sucesso de 2.000 a 10.000 cidadãos estrangeiros. Muitos estrangeiros na província de Shaba fugiram por conta própria para o Zimbábue e a África do Sul. No total, 20.000 estrangeiros fugiram do Zaire durante os distúrbios de setembro.
Em 29 de setembro, Mobutu e a oposição política chegaram a um acordo, segundo o qual Étienne Tshisekedi seria nomeado primeiro-ministro, seu gabinete conteria cinco partidários de Mobutu e seis líderes da oposição, e a Conferência Nacional Soberana seria convocada novamente. Diplomatas ocidentais argumentaram que esta concessão de Mobutu foi motivada pela ameaça da Bélgica e da França de retirar os seus soldados do Zaire. Os Estados Unidos também exerceram pressão diplomática sobre o governo zairense. No entanto, o presidente não concedeu nenhum poder real.  Após sua nomeação, Tshisekedi pediu à França e à Bélgica, em nome do presidente, que não retirassem suas tropas do país. Neste ponto, a fase principal do tumulto havia terminado e ficou posteriormente conhecida como a "pilhagem". As cidades afetadas pelos distúrbios sofreram danos substanciais, com grande parte do setor produtivo do Zaire destruído. Cerca de 30 a 40% de todas as empresas foram saqueadas e cerca de 70% dos negócios de varejo foram destruídos. Várias infraestruturas foram seriamente danificadas. Pelo menos 200 pessoas foram mortas, incluindo um paraquedista francês. Após a pilhagem, as bases militares em todo o país tornaram-se mercados ad hoc para bens roubados, enquanto pelo menos metade das empresas que anteriormente operavam em Quinxassa deixaram a cidade permanentemente. Muitos trabalhadores da capital perderam seus empregos como resultado dos distúrbios.

### Distúrbios de outubro
Os distúrbios esporádicos e a violência continuaram. Tshisekedi foi empossado primeiro-ministro em 16 de outubro, mas foi demitido por Mobutu seis dias depois devido a uma disputa sobre a distribuição de pastas ministeriais. No geral, seu mandato contou apenas três semanas, o mais curto de qualquer primeiro-ministro zairense entre 1990 e 1997. Com a oposição recusando-se a oferecer um novo candidato, Mobutu nomeou Bernardin Mungul Diaka como o novo primeiro-ministro. Seguiram-se mais distúrbios civis, com manifestantes incendiando uma das vilas presidenciais e saqueando a casa de Mungul Diaka. Manifestações ocorreram em frente às embaixadas francesa, belga e estadunidense, exigindo uma intervenção estrangeira para depor o presidente. Os funcionários públicos entraram em greve. Em Lubumbashi, soldados descontentes fizeram uma onda de saques, logo acompanhados por civis. Os saqueadores levaram tudo o que era móvel, incluindo metal corrugado das casas, enquanto cerca de 700 estrangeiros se refugiaram em uma escola. Outros distúrbios ocorreram em Mbuji-Mayi, Kolwezi e Likasi. As tropas belgas evacuaram mais 300 estrangeiros do país em resposta aos tumultos.
Em 27 de outubro, Mobutu anunciou que permaneceria presidente independentemente dos pedidos domésticos e internacionais para sua resignação; partes da oposição — conhecida como a "Coalizão Sagrada" — responderam tentando estabelecer um governo alternativo. A França e a Bélgica terminaram oficialmente a sua intervenção em 31 de outubro e 4 de novembro, respetivamente.

## O papel de Mobutu nos distúrbios

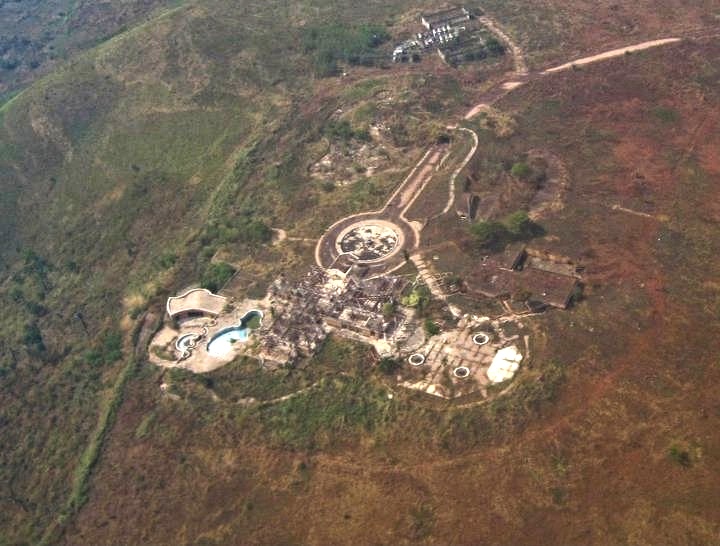
As ruínas do palácio de Mobutu em Gbadolite em 2011.

Os líderes da oposição acusaram Mobutu de planejar o motim inicial para provocar uma intervenção militar de seus aliados ocidentais. De acordo com o jornalista Hugh Dellios, alguns analistas teorizaram que Mobutu pretendia usar os distúrbios como parte de uma "tática de medo". Até mesmo um de seus partidários, Kibambi Shintwa, mais tarde acusou o presidente de oportunismo em relação aos distúrbios de setembro. Shintwa disse a Van Reybrouck que Mobutu destruiu deliberadamente o Zaire por não querer deixar nada para a oposição, pois sabia que seu regime não sobreviveria à democratização. Ele alegou que Mobutu se instalou completamente em Gbadolite assim que a Conferência Nacional Soberana começou e não fez nada para deter os distúrbios, pois considerou a pilhagem como uma punição justa para as pessoas que o rejeitaram em favor da oposição. Florentin Mokonda Bonza, que trabalhava no escritório de Mobutu na época, também acusou o presidente de organizar diretamente os distúrbios para mostrar a importância de seu regime rígido. O jornalista Paul Kenyon descreveu Mobutu como estando "satisfeito" com os tumultos, pois os via como prova de que os zairenses precisavam dele como líder para evitar a anarquia total.

## Consequências

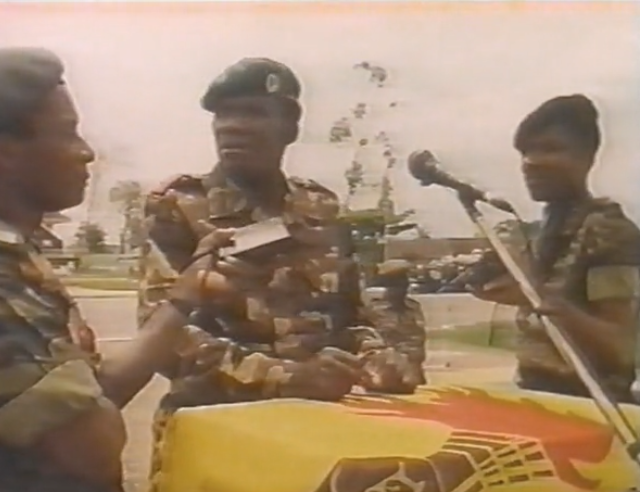
O general Donatien Mahele Lieko Bokungu faz um discurso em 1991 ou 1993, implorando aos soldados das Forças Armadas Zairenses que parem com os tumultos e saques.

Após os distúrbios, França, Bélgica, Israel e China decidiram retirar completamente suas equipes de treinamento que anteriormente apoiavam as Forças Armadas Zairenses. A França também encerrou toda a assistência econômica. Todas as tropas estrangeiras deixaram o país em fevereiro de 1992, quando Mobutu usou a Divisão Especial Presidencial para reprimir "brutalmente" os protestos pacíficos exigindo a continuação da Conferência Nacional Soberana. O fim do apoio estrangeiro reduziu ainda mais a capacidade de funcionamento das Forças Armadas Zairenses. A 31.ª Brigada Zairense de Paraquedistas, tendo conquistado a reputação de geralmente estar do lado dos manifestantes - resultando no apelido de "Exército do Povo" - ganhou a desaprovação de Mobutu. Ele ordenou que o treinamento de paraquedistas fosse descontinuado, oficialmente devido à falta de equipamento, mas principalmente por medo de que a 31.ª Brigada pudesse tentar um ataque aéreo ao palácio presidencial para derrubá-lo. No entanto, Mobutu absteve-se de processar ou disciplinar quaisquer soldados envolvidos nos motins e na pilhagem de 1991. A reputação do general Mahele emergiu fortalecida como resultado dos distúrbios. Os civis zairenses ficaram impressionados com sua conduta e capacidade de trazer muitos amotinados novamente sob controle; até os soldados ficaram muito ressentidos por serem responsáveis pela morte de alguns amotinados. Como resultado, Mobutu fez de Mahele Chefe do Estado-Maior das Forças Armadas Zairenses, mas o removeu do cargo quando o general pediu que os militares permanecessem apolíticos e que as condições de vida dos soldados fossem melhoradas.
A Conferência Nacional Soberana se reuniu novamente em novembro de 1991, mas permaneceu incapaz de operar adequadamente. O governo zairense suspendeu-a em janeiro seguinte. O mandato constitucional de Mobutu como Presidente do Zaire expirou oficialmente em 4 de dezembro de 1991, mas ele se recusou a deixar o cargo até que as eleições fossem realizadas, embora esses pleitos não estivessem agendados. A comunidade internacional continuou a pressionar Mobutu para implementar reformas políticas e introduzir políticas multipartidárias. A crise política continuou, as reformas estagnaram, enquanto a segurança e a situação econômica se deterioravam em todo o país. Os distúrbios de 1991 agravaram ainda mais a crise econômica do país. Os rebeldes começaram a lançar ataques em áreas de fronteira e a 41.ª Brigada de Comando se revoltou novamente em 1992. Outro grande motim das Forças Armadas Zairenses eclodiu em 1993, com os soldados exigindo novamente o pagamento de seus salários atrasados depois que Mobutu tentou introduzir uma nota de 5 milhões de zaires. Desta vez, a violência foi pior do que durante os distúrbios de 1991. O presidente só conseguiu controlar a situação com o envio da Divisão Especial Presidencial e outras tropas leais contra os amotinados, resultando em até 2.000 mortes, incluindo cerca de 1.000 soldados. Os tumultos renovados fizeram com que a maioria das empresas que permaneceram em Quinxassa até este ponto deixassem o país. Não sendo mais pagos, os servidores públicos entraram em greve repetidas vezes. Neste ponto, o sistema político do Zaire entrou em colapso efetivamente, enquanto a economia estava mergulhada no caos. Em 1996, a Primeira Guerra do Congo eclodiu, resultando na derrubada violenta de Mobutu. Grande parte das Forças Armadas Zairenses mostrou-se extremamente não confiável durante este conflito. Seus soldados ressentidos  argumentaram que a unidade favorita de Mobutu, a Divisão Especial Presidencial, "deveria lutar" sozinha. Muitas tropas desertaram e até unidades inteiras desertaram para os rebeldes antigovernamentais.
Os danos econômicos dos distúrbios de 1991 se estenderam até a década de 2010, quando o setor industrial de Quinxassa ainda não havia se recuperado. Muitos civis na capital reconheceram o efeito destrutivo a longo prazo das ondas de pilhagens de 1991 e 1993 e, consequentemente, abstiveram-se de saquear durante a Primeira Guerra do Congo.

### Obras citadas
- Abbott, Peter (2014). Modern African Wars (4): The Congo 1960–2002. Oxford; New York City: Osprey Publishing. ISBN 978-1-78200-076-1
- Beaugrand, Philippe (1997). «Zaïre's Hyperinflation, 1990-96» (PDF). Washington, D.C.: International Monetary Fund
- Brecher, Michael; Wilkenfeld, Jonathan (1997). A Study of Crisis. Berlin: University of Michigan Press. ISBN 0-472-10806-9
- Cooper, Tom (2013). Great Lakes Holocaust: First Congo War, 1996–1997. Solihull: Helion & Company. ISBN 978-1-909384-65-1
- Dwyer, Maggie (2017). Soldiers in Revolt. Army mutinies in Africa. London: Hurst & Company. doi:10.1093/oso/9780190876074.001.0001
- French, Howard W. (2005). A Continent for the Taking: The Tragedy and Hope of Africa. [S.l.]: First Vintage Books. ISBN 978-1400030279
- Kenyon, Paul (2018). Dictatorland. The men who stole Africa. London: Head of Zeus. ISBN 9781784972141
- Meditz, Sandra W.; Merrill, Tim, eds. (1993). Zaire: A Country Study. [S.l.]: Library of Congress. OCLC 44238003
- Prunier, Gérard (2009). Africa's World War : Congo, the Rwandan Genocide, and the Making of a Continental Catastrophe: Congo, the Rwandan Genocide, and the Making of a Continental Catastrophe. Oxford: Oxford University Press. ISBN 978-0-19-970583-2
- Van Reybrouck, David (2013). Kongo: Eine Geschichte [Congo: A history] (em alemão). Berlin: Suhrkamp. ISBN 978-3-518-46445-8

- Este artigo foi inicialmente traduzido, total ou parcialmente, do artigo da Wikipédia em inglês cujo título é «1991 Zaire unrest».